# Ульссон, Патрик
Патрик Жан Бернадотт Ульссон (швед. Patrik Jean Bernadotte Ohlsson; 28 октября 1889, Мальмё — 12 апреля 1965, Мальмё) — шведский легкоатлет, выступавший в прыжках в длину и тройном прыжке. Участник летних Олимпийских игр 1912 года.

## Биография
Патрик Ульссон родился 28 октября 1889 года в шведском городе Мальмё.
Выступал в легкоатлетических соревнованиях за «Мальмё». В 1911 году завоевал бронзу чемпионата Швеции в тройном прыжке, в 1914 году стал чемпионом в прыжках в длину, в 1918 году — серебряным призёром.
В 1912 году вошёл в состав сборной Швеции на летних Олимпийских играх в Стокгольме. В прыжках в длину занял в квалификации 20-е место, показав результат 6,28 метра и уступив 76 сантиметров попавшему в финал с 3-го места Георгу Обергу из Швеции. В тройном прыжке стал 15-м в квалификации с результатом 13,45, уступив 72 сантиметра попавшему в финал с 3-го места Эрику Альмлёфу из Швеции.
Умер 12 апреля 1965 года в Мальмё.

## Личные рекорды
- Прыжки в длину — 6,965 (1914)[3]
- Тройной прыжок — 13,47 (1912)[3]